# Быстров, Артём Николаевич
Артём Никола́евич Быстро́в (род. 19 марта 1985, Горький, Горьковская область, СССР) — российский актёр театра и кино, педагог. Известность ему принесла роль в фильме «Дурак» (2014), за которую он получил приз «Леопард лучшему актёру» на Международном кинофестивале в Локарно.
Артём также известен по ролям в таких фильмах и сериалах, как «Оптимисты» (2017),  «Т-34» (2019), «Лихие» (2024).

## Биография
Артём Быстров родился 19 марта 1985 года в г. Горьком (ныне — Нижний Новгород). В 2006 году окончил Нижегородское театральное училище им. Е. А. Евстигнеева, актёрский факультет (курс Р. Я. Левите) и поступил на 2-й курс Школы-студии МХАТ (курс К. А. Райкина), которую окончил в 2009 году, после чего был зачислен в труппу Московского художественного театра им. А. П. Чехова, в котором служит по настоящее время.
Некоторое время преподавал на кафедре актёрского мастерства в Высшей школе сценических искусств (театральная школа Константина Райкина).
В 2015 году Быстров женился на актрисе МХТ им. А. П. Чехова Ксении Тепловой. В этом браке родились две дочери: Мария (2015) и Александра (2021).

## Роли в театре
Московский Художественный театр имени А. П. Чехова
- 2011 — «Шинель» Н. В. Гоголя; режиссёр А. Коваленко — Чиновник
- 2011 — «Мастер и Маргарита» М. А. Булгакова; режиссёр Я. Сас — Левий Матвей
- 2013 — «Удивительное путешествие кролика Эдварда» К. ДиКамилло; режиссёр Г. Черепанов — бродяга Эрнст; хозяин кукольного театра Нил
- 2014 — «Пьяные» И. А. Вырыпаева; режиссёр В. Рыжаков — Матиас
- 2014 — «19.14» (спектакль-кабаре, посвящённый столетию начала Первой мировой войны); автор и режиссёр А. Молочников — Жан
- 2014 — «Деревня дураков» Н. Л. Ключарёвой; режиссёр М.Брусникина — отец Константин
- 2015 — «Мефисто» по роману К. Манна; режиссёр А. Шапиро — Отто Ульрихс
- 2017 — «Весы»; автор и режиссёр Е. Гришковец — Алексей
- 2017 — «Мальва» (эскиз спектакля по рассказу М. Горького); режиссёр Д. Чащин — участник спектакля
- 2018 — «Человек из рыбы» Аси Волошиной; режиссёр Ю. Бутусов — Гриша (Дробужинский), филолог, временно журналист, а так писатель
- 2019 — «Бег» М. А. Булгакова; режиссёр С. Женовач — Де Бризар, командир гусарского полка белых
- 2019 — «Венецианский купец» Уильяма Шекспира; режиссёр Е. Половцева — Антонио, венецианский купец
- 2021 — «В окопах Сталинграда» (монологи о войне) В. Некрасова; режиссёр С. Женовач — Юрий Керженцев, лейтенант
- 2022 — «Говорит Москва»; режиссёр Д. Чащин — голос
- 2022 — «Чрево»; режиссёр А. Гончаров
- 2023 — «Сталинград-Волгоград»; режиссёр К. Хабенский
- 2023 — «Далёкая Радуга»; режиссёр А. Гончаров
- 2023 — «9 ряд. 10, 11 место»; режиссёр Д. Азаров

## Фильмография
| Год  |     | Название                       | Роль                                                            |
| ---- | --- | ------------------------------ | --------------------------------------------------------------- |
| 2010 | с   | Отблески                       | Егор                                                            |
| 2011 | с   | Раскол                         | Детина                                                          |
| 2011 | ф   | Утомлённые солнцем 2: Цитадель | Имя персонажа не указано                                        |
| 2011 | с   | Мамочки                        | Василий                                                         |
| 2012 | ф   | Всё просто                     | Саня                                                            |
| 2012 | с   | Жизнь и судьба                 | Булатов                                                         |
| 2013 | с   | Станица                        | Иван Иванчук, старшина                                          |
| 2014 | ф   | Восьмёрка                      | «Грех»                                                          |
| 2014 | ф   | Дурак                          | Дмитрий Никитин, сантехник                                      |
| 2014 | с   | Море. Горы. Керамзит           | Вован (пародия на Навального)                                   |
| 2014 | ф   | Корпоратив                     | Имя персонажа не указано                                        |
| 2014 | с   | Чужой среди своих              | Кастет                                                          |
| 2014 | ф   | Ёлки 1914                      | Валерьян                                                        |
| 2015 | ф   | Пионеры-герои                  | работник офиса                                                  |
| 2015 | с   | Метод                          | Сергей Мокрушин, лейтенант                                      |
| 2016 | ф   | Землетрясение                  | Гриша, крановщик                                                |
| 2017 | с   | Близкие                        | Емельяненко                                                     |
| 2017 | с   | Оптимисты                      | Лёня Корнеев                                                    |
| 2017 | с   | Троцкий                        | Николай Маркин, доверенное лицо Троцкого                        |
| 2017 | кор | Тупик                          | Вадим                                                           |
| 2018 | кор | Расходъ                        | Пётр                                                            |
| 2018 | с   | Любовь по приказу              | Михаил Ванин, шофёр Зайкова                                     |
| 2019 | ф   | Т-34                           | Корин, капитан                                                  |
| 2019 | ф   | Крик тишины                    | Воронов                                                         |
| 2019 | с   | Обгоняя время                  | Ростислав Алексеев                                              |
| 2019 | ф   | Спасибо деду за победу         | Алексей в молодости                                             |
| 2019 | с   | Отчим                          | Сергей Ковылин                                                  |
| 2020 | с   | Охота на певицу                | Анатолий Никонов / Немчик / Хамелеон                            |
| 2020 | с   | Неопалимая купина              | Фёдор, водитель грузовика                                       |
| 2021 | с   | Оптимисты 2                    | Лёня Корнеев                                                    |
| 2021 | с   | За час до рассвета             | Андрей Савченко                                                 |
| 2021 | ф   | Скажи ей                       | Артём, папа Саши                                                |
| 2021 | ф   | Маленький воин                 | тренер по сумо                                                  |
| 2021 | с   | Чиновница                      | Андрей                                                          |
| 2021 | с   | Контейнер                      | Игорь                                                           |
| 2021 | ф   | 5 Недель                       | Сергей                                                          |
| 2022 | с   | Замёрзшие                      | Евгений Рудин                                                   |
| 2022 | с   | Триггер-2                      | Иннокентий, священник                                           |
| 2022 | кор | В иные миры                    | Дмитрий                                                         |
| 2022 | с   | Спи со мной                    | Максим Озерецкий, врач-психотерапевт                            |
| 2022 | ф   | Тибра                          | Михаил, отец Муки                                               |
| 2022 | с   | Монастырь                      | Виктор, трудник                                                 |
| 2022 | ф   | Чебурашка                      | Гена в молодости (прототип — Крокодил Гена)                     |
| 2023 | с   | Фандорин. Азазель              | Зуров                                                           |
| 2023 | ф   | Хозяин                         | Иван Меньшов                                                    |
| 2023 | ф   | Край надломленной луны         | Борис                                                           |
| 2023 | с   | Цикады                         | Андрей Толбоев, следователь                                     |
| 2023 | с   | Убить Риту                     | Шустров                                                         |
| 2023 | с   | Первый класс                   | Саша                                                            |
| 2024 | с   | Очевидное невероятное          | Тимофей Молодцов, зам.                                          |
| 2024 | с   | Спойлер                        | Имя персонажа не указано                                        |
| 2024 | с   | Лихие                          | Павел Лиховцев, киллер ОПГ «Общак» (прототип — Павел Тихомиров) |
| 2024 | с   | Дети перемен                   | Сальников                                                       |

## Награды и номинации
- 2014 — приз «Леопард лучшему актёру» на Международном кинофестивале в Локарно за главную роль в фильме «Дурак»[5]
- 2015 — номинация на премию «Ника» в категории «Лучшая мужская роль» за фильм «Дурак»
- 2015 — номинация на премию «Белый слон» в категории «Лучшая главная мужская роль» за фильм «Дурак»[6]
- 2017 — Почётная грамота Президента Российской Федерации (10 июля 2017 года) — за большие заслуги в развитии отечественной культуры и искусства, многолетнюю плодотворную деятельность[7]
- 2024 — Медаль «За труды в культуре и искусстве» (8 февраля 2024 года) — за большой вклад в развитие отечественной культуры и искусства, многолетнюю плодотворную творческую деятельность[8]